# Bob Hannah
Robert William Hannah, més conegut com a Bob Hannah   (Lancaster, 26 de setembre de 1956), és un antic pilot professional de motocròs nord-americà que va competir als Campionats AMA de motocròs entre el 1975 i el 1989, la major part d'aquesta època com a membre de l'equip oficial de Yamaha. Amb 70 victòries i 7 títols de campió (tres de motocròs, tres de Supercross i una Trans-AMA), va ser un dels pilots més reeixits de la història de l'AMA. Dedicat en exclusiva a les competicions dels Estats Units, cap al final de la seva carrera va obtenir-hi també èxits a escala internacional: el 1986 va guanyar el Gran Premi dels Estats Units de 250cc i el 1987 va formar part de l'equip nord-americà que va guanyar el Motocross des Nations, disputat per primer cop al seu país.
De caràcter impetuós i franc, el seu estil de pilotatge salvatge, sovint amb els peus fora dels estreps i aparentment a punt de perdre el control, li va valer el sobrenom d'"Hurricane Hannah" («Huracà Hannah»). La seva forma física, determinació ferotge al circuit i aversió a la derrota van remodelar el motocròs nord-americà tot augmentant-ne la velocitat i la competitivitat a nivells més alts. Al tombant de la dècada del 1970, Hannah va encapçalar l'espectacular eclosió del motocròs als Estats Units que va portar els pilots nord-americans a superar els europeus, els anteriors reis de l'especialitat.
El 1999, Bob Hannah fou incorporat a l'AMA Motorcycle Hall of Fame i el 2000, al Motorsports Hall of Fame of America. A banda, el 2007 va rebre el premi Edison Dye a la trajectòria.

## Biografia

### Debut en competició
Nascut a Lancaster, a tocar del desert de Mojave, Bob Hannah es va criar conduint motocicletes pels escarpats deserts del sud de Califòrnia amb el seu pare, però com que aquest trobava el motocròs massa perillós, no va començar a competir-hi fins que va fer els 18 anys, quan ja s'havia independitzat.
El 7 de juliol de 1974, unes setmanes després d'acabar l'educació secundària, Hannah va guanyar la seva primera i única cursa de motocròs amateur a Indian Dunes, prop de Valencia (Califòrnia), amb una ČZ de 250 cc que li havia demanat a un amic. Veient el seu nivell, els oficials de la cursa li van dir que hauria de passar a la categoria d'experts. A la seva següent cursa, Hannah va acabar-hi quart i van haver de passar uns quants mesos abans no en guanyés una altra.
Mick McKee -el responsable de l'inici de la carrera professional de Hannah, segons va declarar el mateix campió- es va fer càrrec del jove pilot i el va fer seguir un sistema d'entrenaments diaris encaminats a augmentar la musculatura i la resistència, juntament amb estades de cap de setmana en circuits de motocròs de la zona per a analitzar, avaluar i millorar la tècnica en constant evolució de Hannah. McKee, a més, va presentar Hannah a Steve Hurd, un representant local de motocicletes, qui li va vendre una Husqvarna de motocròs nova i es va convertir en el seu patrocinador i proveïdor de recanvis. Hannah va treballar com a soldador i va estalviar durant sis mesos abans no es va poder permetre el luxe de comprar la Husqvarna.
El treball dur i l'entrenament intensiu de Hannah van començar a donar resultats durant la primavera i l'estiu de 1975. En un moment donat, va guanyar 18 curses consecutives en deu dies competint en dues cilindrades a cada prova. Aviat, Hannah va cridar l'atenció de Suzuki, que li va oferir una fitxa de 700 dòlars al mes per provar i córrer amb les seves motocicletes de fàbrica de petita cilindrada.
Sorprenentment, el 25 d'agost de 1975, només 13 mesos després del seu debut com a amateur, Bob Hannah va disputar el seu primer National a San Antonio (Texas), el Cycle-Rama de 125cc, on acabà en sisena posició. A la seva següent participació, a Nova Orleans (Louisiana), va patir un cop de calor i va acabar a l'hospital.

### A l'equip de Yamaha
A finals de 1975, Yamaha, després que alguns dels seus pilots veterans se n'anessin a altres equips, li va oferir un contracte a Hannah de 1.000 dòlars al mes. Hannah ensenyà el contracte sense signar a Suzuki amb l'esperança que l'igualessin. Suzuki no va voler i Yamaha, el desembre de 1975, va anunciar que el pràcticament desconegut pilot entraria a l'equip per a la temporada de 1976.
Bob Hannah va començar el seu any com a debutant tot dominant el campionat Florida Winter-AMA de 500cc, una de les competicions americanes de motocròs més prestigioses de l'època. En guanyar-ne les cinc proves convocades va esdevenir el primer pilot a fer-ho, cosa que va inspirar l'editor i col·laborador de Cycle News Jim Gianatsis a popularitzar el sobrenom "the Hurricane" per a Hannah.
Va tenir un començament igualment impressionant al campionat AMA de motocròs de 125cc, guanyant-ne la primera cursa al circuit de Hangtown, a Rancho Cordova, contra el campió vigent Marty Smith, d'Honda. Va guanyar cinc dels vuit Nationals de 125cc aquell any i va obtenir així el seu primer campionat nacional. Hannah va participar en la seva primera Trans-AMA guanyant la prova final del campionat a Phoenix (Arizona). Aquell any també va ser seleccionat per a l'equip nord-americà, tant al Motocross des Nations com al Trophée des Nations. A l'equip li va anar malament, fins al punt que Hannah va comentar més tard que «No recordo ni una maleïda cosa d'aquestes dues curses» («I don't remember a single damn thing about those two races»).
El 1976, Hannah havia corregut esporàdicament en les cilindrades de 250cc i 500cc, fins i tot guanyant el seu primer National de 250cc a l'Appalachian Highlands Motorsports Park (Maryland). El 1977, però, estava decidit a competir plenament en totes dues. Al campionat Florida Winter-AMA hi va pilotar una Yamaha YZ250 de sèrie amb què va guanyar vuit mànegues consecutives i el títol de campió de 250cc. Va guanyar també el Campionat AMA de Supercross d'una manera impressionant, guanyant-ne sis de les deu rondes. Com a campió vigent de 125cc, va guanyar-ne tres de les sis rondes. Tanmateix, alguns problemes mecànics el menaren a un desastrós 24è lloc a la ronda inicial, a Hangtown. La pèrdua de punts que va patir va resultar insuperable i finalment va acabar tercer al campionat. A la classe de 500cc, Hannah va arribar a l'última ronda a només sis punts del líder, Marty Smith, però per culpa del cable de l'accelerador, que va fallar mentre liderava la primera mànega, no va poder acabar i va perdre també totes les seves possibilitats de guanyar el títol.
Hannah no va tenir l'oportunitat de guanyar el títol de 250cc aquell any. L'AMA, tement una passejada triomfal del pilot a tots tres campionats, va deixar de celebrar Nationals d'una sola classe i va començar a combinar-ne dues el mateix dia, de manera que Yamaha va fer que Hannah se centrés en la classe de 125cc quan coincidia amb la de 250cc. La maniobra de l'AMA, combinada amb la complexitat de competir en tantes curses en un sol dia, va contribuir a que Hannah no destaqués al campionat de 250cc i hi acabés en la setena posició general. Malgrat tot, Hannah es va convertir en el primer competidor de l'AMA a guanyar curses en les classes de 125, 250 i 500cc en una mateixa temporada.
Hannah va acabar l'any oposant la major resistència que havia rebut mai Roger De Coster a la Trans-AMA. L'americà en va guanyar més mànegues que qualsevol altre rival, inclòs De Coster, però el fet de no obtenir punts en dues rondes a causa de fallades mecàniques va permetre a De Coster guanyar la seva quarta Trans-AMA consecutiva. El belga va dir de l'americà: «Hannah és bo, però també pensa que ho és, cosa que no hauria de fer. Si mes no, fins que no tingui més experiència per a acompanyar-ho» («Hannah's good, but he also thinks he's good, which is something that he shouldn't do. At least not until he has more experience to go along with it»). Hannah fou subcampió pels pèls davant de Marty Smith.

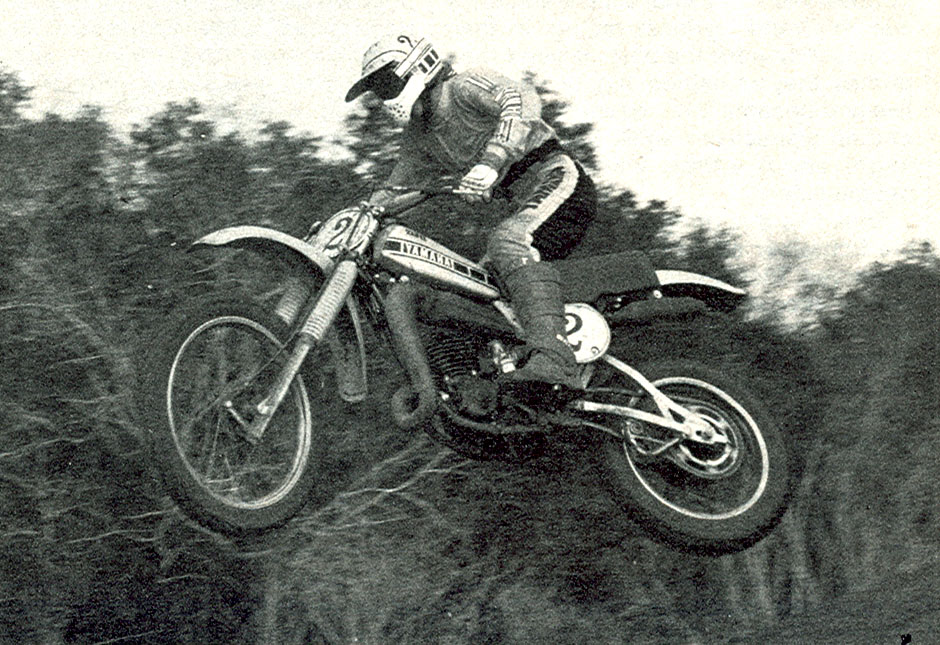
Hannah amb la Yamaha cap al 1977

De cara a la temporada de 1978, l'AMA va adoptar una nova regla que requeria que tots els pilots professionals declaressin la classe en què competirien durant la temporada, posant fi així a les curses de múltiples classes. Hannah va triar la de 250cc, dins la qual competiria principalment durant la resta de la seva carrera professional. Després de tenir un rendiment inferior a les tres primeres rondes del campionat de Supercross, va aconseguir-hi sis victòries consecutives i es va encimbellar en la classificació provisional. Va continuar dominant els seus rivals guanyant vuit "Nationals" consecutius de 250cc a l'aire lliure, un rècord aleshores. L'avantatge de punts de Hannah es va fer tan insuperable que va obtenir el títol fins i tot sense participar en les dues últimes rondes per tal de guarir-se d'una lesió al canell.
Al final de la temporada, Hannah va guanyar la Trans-AMA davant del cinc vegades campió del món Roger De Coster, esdevenint així el primer nord-americà a guanyar el torneig en els seus nou anys d'història. La victòria de Hannah a la Trans-AMA va marcar el final del torneig com a un enfrontament entre els millors pilots de motocròs europeus i americans. Si bé, al seu moment, la Trans-AMA s'havia concebut com a una sèrie de curses celebrades als Estats Units entre els europeus, que dominaven l'esport, i els joves nord-americans, que buscaven emular-los, a mitjans dels setanta els pilots americans van millorar constantment la seva habilitat, de manera que els europeus tenien cada vegada més dificultats per a guanyar-hi prou diners com per a fer que el viatge a Amèrica valgués la pena. Només tres europeus havien anat a competir a la Trans-AMA de 1978 a causa de la forta competència dels pilots nord-americans.
Al Motocross des Nations de 1978, disputat a Gaildorf (Alemanya), Hannah va tenir la rara oportunitat de competir contra el vigent campió del món de 500cc Heikki Mikkola, qui aleshores estava a prop del cim de la seva carrera. Hannah va fer saber a Mikkola que anava a Gaildorf a guanyar la cursa. Mikkola va respondre-li: «Vejam si condueixes tan bé com parles» («Let's see if you ride as good as you talk»). A la primera mànega, Hannah va agafar un avantatge inicial, però Mikkola el va avançar i es va allunyar per a aconseguir la victòria. Mikkola va repetir l'actuació a la segona mànega, superant a Hannah camí de la seva segona victòria del dia.

### Accident d'esquí aquàtic i problemes amb Yamaha
La temporada de 1979 va ser una continuació de l'anterior. Hannah va guanyar el seu tercer títol consecutiu de l'AMA Supercross i va defensar amb èxit el seu títol nacional a l'aire lliure aconseguint victòries en sis de les deu rondes. Era el millor pilot de motocròs dels Estats Units i, sens dubte, del món. Però en el punt àlgid de la seva carrera, Hannah es va trencar la cama en dotze llocs en un accident d'esquí aquàtic a l'agost que el va deixar fora de joc durant una mica més d'un any. Els metges van dir-li primer que mai no podria tornar a córrer. Es va veure obligat a perdre's tota la temporada de 1980, tant de Supercross com a l'aire lliure, mentre es refeia. Durant la seva recuperació es va interessar pels avions i va obtenir la llicència de pilot.
Hannah va tornar al motocròs el setembre de 1980 al Silver Sands Cycle Park d'Anderson (Carolina del Sud), on va quedar tercer i primer en les dues mànegues d'una prova professional de 250cc, lluitant contra un jove i prometedor David Bailey. Hannah també va competir a la Trans-USA (nou nom de l'antiga Trans-AMA) i va acabar-hi en un respectable tercer lloc tot i admetre que no estava prou adaptat a la motocicleta i que estava en baixa forma després de tants mesos en blanc.
El 1981 no va resultar ser el retorn que Hannah hauria esperat. Tot i que va guanyar el seu tercer títol de la Florida Winter-AMA, només va poder guanyar una ronda de Supercross i va acabar el campionat cinquè en la general. Als Nationals, Hannah i Kent Howerton es van embrancar en una rivalitat ferotge pel campionat, lluitant ronda rere ronda, sovint topant l'un amb l'altre expressament en una de les temporades més competitives i renyides de la història de l'AMA. Hannah va guanyar tres rondes i va estar a prop d'obtenir el títol, però Howerton va ser el guanyador final del campionat. A la Trans-USA, Hannah va tornar a ser incapaç de trobar la manera de guanyar i va acabar empatat amb Mike Bell al quart lloc. L'exemplar de juliol de 1981 de la revista Motocross Action titulava a la portada “Hannah: Over the Hill?” (“Hannah: li ha passat l'hora?”). En explicar els seus resultats contradictoris d'aquell any, Hannah va culpar més tard la motocicleta dient que pesava 15 kg de més (35 lliures) i no era tan bona com l'YZ250 de dos anys abans.
Si el 1981 va ser un any difícil per a Hannah, el 1982 pot haver estat el punt més baix de la seva carrera. A l'AMA Supercross hi va acabar novè guanyant només una ronda. El director de l'equip Yamaha, Kenny Clark, va fer córrer Broc Glover a la classe de 250cc dels Nationals i Hannah a la de 125cc. Feia quatre anys que Hannah no competia a la classe petita. Una vegada més, expressà el seu descontentament amb la motocicleta i va lluitar tota la temporada sense guanyar ni un National per primera vegada a la seva carrera, acabant finalment setè a la general. Hannah va qualificar el pas a la classe de 125cc com a un “error estúpid”. Seria el seu últim any amb l'equip de fàbrica de Yamaha. Hannah va culpar les motocicletes i Yamaha el va culpar a ell de la desfeta. De comú acord, ambdues parts van rescindir l'any que restava del seu contracte.

### Canvi a Honda
El novembre de 1982, Honda va anunciar que havia fitxat Hannah amb un contracte de tres anys. Hannah va tornar als 250cc i no va perdre el temps a declarar que encara estava en plena forma. Va començar la temporada guanyant el campionat CMC Golden State per davant de David Bailey, Broc Glover i Ricky Johnson. El seu èxit va continuar als circuits de l'AMA. Va tenir ambdós títols (Supercross i Motocròs) gairebé al sac, ja que va guanyar cinc de les primeres onze rondes de Supercross i sis dels vuit primers Nationals de 250cc. Estava liderant ambdues competicions quan va arribar al Supercross d'Orlando (Florida). Abans de l'esdeveniment, se li va demanar que revisés la pista abans d'obrir-la a tots els competidors. En un salt, va caure i es va lesionar el canell esquerre i la cama. La lesió al canell va resultar ser important i Hannah es va veure obligat a perdre's les rondes restants de Supercross, durant les quals David Bailey i Mark Barnett el van superar a la classificació. Hannah va competir amb determinació als Nationals restants, però no va poder rendir al màxim amb el canell lesionat i va acabar tercer al campionat. Com demostraren els esdeveniments posteriors, el 1983 havia estat l'última oportunitat de Hannah d'endur-se algun campionat.
Les lesions continuarien afectant el pilot durant la temporada de 1984. Va patir una fractura de pelvis a més de dos canells, un turmell i dues costelles trencades. Els seus rivals van començar a anomenar-lo "Brittle Bob" ("Bob el fràgil") a mesura que acumulava més lesions i es perdia esdeveniments. Hannah va acabar la temporada en desè lloc final, tant a Supercross com als Nationals, el seu pitjor resultat com a pilot a temps complet. En aquell moment, fins i tot va contemplar la retirada.
Si bé Hannah continuava sent un dels pilots de motocròs més ràpids, si no el més ràpid, les lesions i l'edat s'anaven imposant. Quan s'havien disputat només unes poques rondes de la temporada de Supercross de 1985, Hannah va declarar a la premsa que aquella seria la seva darrera temporada en aquesta modalitat. Va acabar onzè a la general, tot i que es va convertir en el primer a haver guanyat mai tres vegades el Daytona Supercross (a Daytona Beach) en obtenir-hi l'última de les seves 27 victòries en estadi. Tanmateix, Hannah encara tenia la velocitat, l'habilitat i el desig de competir amb els pilots més joves als Nationals a l'aire lliure. A la recerca del títol durant gran part de la temporada, Hannah va guanyar el seu trenta-setè i darrer National a 28 anys, a la prova de 250cc celebrada a Millville (Minnesota), i va acabar quart en la general de la temporada.

### Retorn a Suzuki i retirada
Un cop acabat el seu contracte amb Honda, Hannah va signar amb Suzuki com a pilot de proves i de competició a temps parcial per al 1986. Durant els anys següents, va córrer esporàdicament esdeveniments de l'AMA i algun Gran Premi per a delit dels seus fans. Fet i fet, encara hi havia moments màgics: el mateix 1986, després d'anys de mala sort a l'Unadilla Valley Sports Center (Nova York), Hannah va guanyar-hi per fi el Gran Premi dels Estats Units de 250cc quan Johnny O'Mara es va quedar sense benzina a l'última volta de la segona mànega, la qual cosa va permetre a Hannah, aleshores el segon, guanyar i obtenir la victòria global.
El 1987, Hannah va ser seleccionat per a l'equip dels EUA al Motocross des Nations, celebrat per primera vegada als Estats Units. Va ser una elecció difícil per al director de l'equip, Roger DeCoster, qui va descartar el doble campió AMA de 125cc Micky Dymond en favor de Hannah, molt lluny del seu millor moment i sense haver competit amb una moto de 125 cc des de 1982. Però el circuit d'Unadilla va afavorir a Hannah, qui estava motivat per demostrar als crítics amb la decisió que s'equivocaven. El dia de la cursa, el temps va ser molt advers i la pluja va convertir la pista en un fangar ple de roderes. En un moment de la primera mànega, Hannah no va poder pujar per un turó relliscós i va haver de tirar enrere per a agafar embranzida i tornar-hi. Sortint de gairebé l'últim lloc al començament de la cursa, Hannah va protagonitzar una de les seves famoses remuntades, amb els peus fora dels estreps per a mantenir l'equilibri a les roderes i finalment aconseguir el quart lloc entre les motos de 125 cc. A la segona mànega va signar una sortida entre els deu primers i va arribar primer a la classe de 125cc. Juntament amb Jeff Ward a la de 500cc i Ricky Johnson a la de 250cc, Hannah i l'equip dels EUA van aconseguir el títol en una de les edicions més memorables del Motocross des Nations.
La darrera cursa de Bob Hannah va ser al Gran Premi dels Estats Units de 1989. Va acabar novè a la general després de tornar a lluitar en les dues mànegues des dels llocs finals. A punt de retirar-se, Hannah va dir més tard: «Quan vaig fer la meva última volta a Unadilla, estava parlant amb mi mateix. Vaig dir: em queda una volta més i mai més no n'hauré de fer cap altra» («When I rode my last lap at Unadilla I was talking to myself. I said, I have one more lap to go and I never have to ride one of these again»).
En els seus quinze anys de carrera professional dins el motocròs, Hannah s'havia convertit en el pilot amb més victòries en la història de l'AMA després d'haver guanyat 64 esdeveniments de Supercross i Nationals i 6 de la Trans-AMA. El seu rècord de 70 "victòries AMA" es va mantenir fins que Jeremy McGrath el va batre el 1999.

### Darrers temps
Després de deixar el motocròs, Hannah es va dedicar a les curses d'aviació en avions de classe lliure com ara el P-51 Mustang. Quan va ser incorporat al Saló de la Fama de l'AMA el 1999, Hannah vivia prop de Boise (Idaho), on dirigia una empresa de vendes d'avions esportius i un celler de vins. L'any 2000 va ser inclòs al Motorsports Hall of Fame of America.

## Palmarès

### Títols per any
| Any  | Equip  | Campionat             | Classe |
| ---- | ------ | --------------------- | ------ |
| 1976 | Yamaha | Florida Winter-AMA    | 500cc  |
| 1976 | Yamaha | AMA Motocross         | 125cc  |
| 1977 | Yamaha | Florida Winter-AMA    | 250cc  |
| 1977 | Yamaha | AMA Supercross        | 250cc  |
| 1978 | Yamaha | AMA Supercross        | 250cc  |
| 1978 | Yamaha | AMA Motocross         | 250cc  |
| 1978 | Yamaha | Trans-AMA             | 500cc  |
| 1979 | Yamaha | AMA Supercross        | 250cc  |
| 1979 | Yamaha | AMA Motocross         | 250cc  |
|      |        |                       |        |
| 1981 | Yamaha | Florida Winter-AMA    | 250cc  |
|      |        |                       |        |
| 1983 | Honda  | CMC Golden State      | 250cc  |
|      |        |                       |        |
| 1986 | Suzuki | Florida Winter-AMA    | 250cc  |
| 1987 | Suzuki | Motocross des Nations | -      |
| 1988 | Suzuki | Florida Winter-AMA    | 250cc  |

### Resum
- 3 Campionats AMA de motocròs (1 x 125cc, 2 x 250cc)
- 3 Campionats AMA de supercross (250cc)
- 1 Trans-AMA (500cc)
- 5 Campionats Florida Winter-AMA (4 x 250cc, 1 x 500cc)
- 1 Campionat CMC Golden State (250cc)
- 1 Motocross des Nations